# Luan Toro
Luan Toro est une localité rurale argentine située dans le département de Loventué, dans la province de La Pampa. Sa zone rurale s'étend jusqu'aux départements de Conhelo et Toay.

## Démographie
La localité compte 689 habitants (Indec, 2010), soit une diminution par rapport au précédent recensement de 2001 qui comptait 694 habitants.